# Frodo Bagger

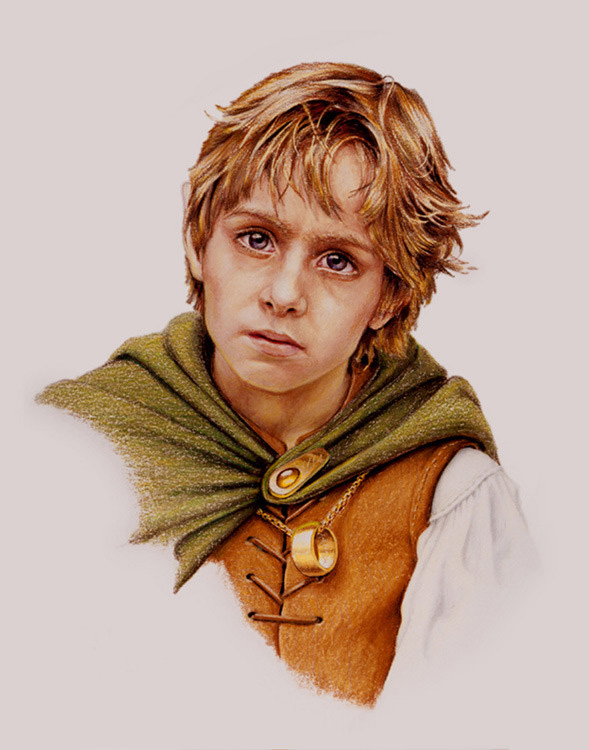
Frodo Bagger.

Frodo Bagger (i Åke Ohlmarks översättning) eller Frodo Secker (i Erik Anderssons översättning), Frodo Baggins i den engelska originaltexten, är en av huvudpersonerna i J.R.R. Tolkiens roman Sagan om ringen. Han nämns också inom romanerna Silmarillion och Sagor från Midgård. 
Frodo var en hob från Fylke i den tredje tidsåldern, och han var den mest kända av alla hober i Tolkiens värld för sin ledande roll i Sagan om Ringen. Under ett ödesdigert uppdrag, bar han en mäktig ring som han skulle förstöra i Domedagsberget i landet Mordor. Detta gav honom ryktbarhet som ingen annan hob fått i hela Midgård. Han är också märklig för att vara, som en ringbärare, en av de tre hoberna som fick segla från Midgård till Aman, där han fick leva och dö i frid.
I Peter Jacksons filmatisering av trilogin om Härskarringen gestaltades han av Elijah Wood, och i Radioteaterns uppsättning av Sagan om ringen av Krister Henriksson.

## Barndom
Frodo var son till Drogo Bagger och Primula Vinbock, och föddes den 22 september år 2968 under den tredje åldern. Under en stor del av sin barndom levde han i Vintuna i Bockrike där hans mor hade sitt hem tillsammans med de andra vinbockarna. Frodo var känd som en lymmel, som ofta brukade stjäla svampar från bonden Maggots grödor. År 2980, då han var 12 år gammal, råkade hans föräldrar ut för en båtolycka på Vinfloden och drunknade. Frodo hade inte några syskon utan bodde ensam hos sin morbror i Vintuna till 2989, då hans mors kusin Bilbo Bagger, vid 99 års ålder och utan arvingar, adopterade Frodo och gjorde honom till sin arvtagare. Frodo flyttade då till Bilbo på Baggershus i Hobsala.
De umgicks tätt under de följande åren, Frodo lärde sig av Bilbo om alviska språk och mycket av Midgårds historia. De delade födelsedag (den 22 september), och i början av Sagan om ringen firar de sina födelsedagar med en ovanligt stor fest eftersom Frodo fyllde 33 år, och därmed blev myndig, och Bilbo fyllde 111 ("elftiett") år. Bilbo gav ett födelsedagstal innan han lämnade festen och skojade med sina gäster genom att använda sin magiska ring för att försvinna och lämna de gästande hoberna förvirrade. Trollkarlen Gandalf, som var en av gästerna, konfronterade Bilbo på Säcks ände där de två hade ett gräl om hans ring, som Bilbo ville behålla snarare än att låta den gå vidare till Frodo. Det ansträngde Bilbo, men slutligen gav han upp den, lämnade sitt hem med ett sällskap dvärgar och for till Vattnadal.

## I Härskarringen
När alla gäster gått hem från Bilbos födelsedagsfest går Frodo upp till sitt hus och ser Ringen liggande på spiselkransen. Gandalf berättar för Frodo att ringen egentligen tillhör den onde häxmästaren Sauron i Mordor. De enas om att Frodo ska ge sig av med ringen, för att skydda Fylke från Saurons hämnd, och stämmer möte på värdshuset Stegrande ponnyn i Bri. Han får sällskap av sin trädgårdsmästare Sam Gamgi, och på vägen till Bri slår de följe med Frodos vänner och släktingar Meriadoc Vinbock och Peregrin Took. På vägen går de genom den gamla skogen där de möter Tom Bombadil. När de kommer fram till värdshuset är Gandalf inte där. De träffar utbygdsjägaren Vidstige. Han utger sig för att vara Gandalfs vän, berättar att hoberna är jagade av Nazgûlerna och för dem sedan till Vattnadal|.
I Vattnadal återfinner de Bilbo, som rest dit men inte kommit vidare på sin färd; och Gandalf, som varit fången hos sin ordensbroder Saruman. Det avslöjas att Vidstige är Aragorn, ättling till de gamla kungar som drev iväg Sauron men föll för ringens kraft. Hoberna träffar också husets herre Elrond, och Frodo deltar rådslaget som hålls för att avgöra vad man ska göra med ringen. Efter långa diskussioner anmäler sig Frodo som frivillig att ta ringen till Mordor, där den ska förstöras i Domedagsbergets eldar. Man bestämmer att han ska ledsagas av åtta följeslagare, som tillsammans med ringbäraren utgör ringens brödraskap. Förutom Frodo och hans hobvänner Sam, Merry och Pippin följer också Gandalf, människorna Aragorn och Boromir, alven Legolas och dvärgen Gimli med.
De ger sig iväg. Inne i det underjordiska dvärgriket Moria träffar de på en Balrog, som lyckas dra med sig Gandalf ner i en gruvans djupaste avgrund. De åtta kvarvarande följeslagarna fortsätter sin resa genom alvriket Lothlórien och nedför den stora floden Anduin. När de slår båtfärdens sista läger vid Argonath anfalls de av Sarumans orcher. Där splittras brödraskapet och Frodo fortsätter mot Mordor tillsammans med Sam. En bit på vägen fångar de varelsen Gollum, som ägt ringen och är slav under dess makt. Han kan vägen till Mordor, och tvingas hjälpa dem att nå dit. På vägen träffar de Boromirs bror Faramir, som fångar in dem och upplyser dem om sin brors död. Efter att Faramir sänt dem vidare leder Gollum dem till en bakväg in i Mordor. Där lurar han Frodo och Sam in till den stora spindeln Honmonstret, som fångar Frodo men jagas bort av Sam. När Frodo ligger medvetslös fångas han av en grupp orcher från fästningen Cirith Ungol. Sam, som gömt sig och hört orcherna tala, har tagit vara på ringen och lyckas befria Frodo. De tar sig från orcherna och ut ur tornet och vidare till Domedagsberget. När ögonblicket kommer för Frodo att kasta ner ringen i den vulkaniska lavan bestämmer han sig, i affekt av dess kraft, för att behålla den. Då dyker Gollum upp igen och försöker ta ringen från honom. Kampen slutar med att Gollum och ringen trillar ner i Domedagsbergets innanmäte och förgörs.

## Olika namn
I Åke Ohlmarks översättning av The Lord of the Rings ("Trilogin om härskarringen") kallar han släkten Baggins för Bagger. Detta, i likhet med flera andra delar i översättningen, upprörde Tolkien, som undervisade i anglosaxiska språk och hade viss kännedom också om nordiska språk. Erik Anderssons nyöversättning av Tolkiens trilogi ("Ringarnas herre") väljer därför att följa Tolkiens råd, och benämner hobbiten som Frodo Secker, ett namn som syftar till att vara i samklang med originalets (Frodo Baggins) härstamning genom att reflektera engelskans "bag", som betyder "säck". Andersson väljer även att överge Ohlmarks namn på Frodos släkte till förmån för Tolkiens eget. I Trilogin om härskarringen kallas Frodo för hob, och i Ringarnas herre för hobbit.